# Plac Pigalle
Plac Pigalle – plac w IX dzielnicy Paryża, pomiędzy bulwarem de Clichy i bulwarem Rochechouart, niedaleko Bazyliki Sacré-Cœur, u podnóża wzgórza Montmartre. Jest centralną częścią dzielnicy Pigalle. Nazwa placu pochodzi od nazwiska rzeźbiarza Jeana-Baptiste'a Pigalle'a (1714–1785). Na placu znajduje się stacja metra Pigalle.

## Historia
Plac został wytyczony w roku 1789 jako półkolisty skwer przy bulwarze de Clichy, w miejscu podejścia do wzgórza Montmartre. Początkowo nazywał się Place de la Barrière-Montmartre, dopiero w 1864 r. otrzymał obecną nazwę. Dookoła został zabudowany kamienicami, w których na parterze mieściły się kawiarnie. Bliskość dzielnicy Montmartre spowodowała, że pod koniec XIX i na początku XX wieku w budynkach okalających plac umieszczali swoje pracownie znani malarze i rzeźbiarze, a kawiarnie stały się miejscem spotkań artystycznej bohemy Paryża. W latach 40. XX wieku w okolicy placu powstało wiele domów publicznych. Obecnie plac, jako znajdujący się w centrum dzielnicy Pigalle, miejsca znanego jako dzielnica czerwonych latarni, jest często odwiedzany przez zagranicznych turystów ze względu na sex shopy i kluby erotyczne znajdujące się pobliżu.

## Znane budynki
Pod numerem 1. mieściła się kawiarnia L'Abbaye de Thélème, w której malarze wystawiali swoje prace. 
Pod numerem 3., na rogu przy rue Frochot, mieściła się kawiarnia du Rat Mort, słynąca z tego, że była otwarta przez całą noc.
Pod numerem 5. znajdował się warsztat Gabriela Dauchota (1927–2005), malarza ze szkoły paryskiej.
Pod numerem 9. mieściła się słynna kawiarnia Café de la Nouvelle Athènes, a powyżej na piętrze fotograf Paul Sescau (1858–1926) miał studio fotograficzne. 
Pod numerem 11. mieści się do dziś Folies Pigalle, które było teatrem, kinem i kabaretem, a obecnie jest klubem nocnym.

## Odniesienia w kulturze
Plac Pigalle na trwałe zapadł w polszczyźnie i w polskiej kulturze masowej dzięki hasłu „W Paryżu najlepsze kasztany są na placu Pigalle”, którym posługiwali się francuscy antyfaszyści w bardzo popularnym polskim serialu filmowym Stawka większa niż życie; odzewem było: „Zuzanna lubi je tylko jesienią”, a kontrodzewem: „Przesyła Ci świeżą partię”.